# Coccothraustes
Coccothraustes är ett litet släkte med stenknäckar vilka är stora finkar med mycket kraftig näbbar.
Släktets omfattning är omdiskuterat och länge har släktet enbart omfattat arten stenknäck (Coccothraustes coccothraustes) men Clements et al. 2010 inkluderar även de två närbesläktade arterna aftonstenknäck (Coccothraustes vespertina) och svarthuvad stenknäck (Coccothraustes abeillei) som tidigare ofta placerats i det egna släktet Hesperiphona.
Släktets arter är stora, kompakta, kortstjärtade och mäter cirka 18 cm, med kraftig näbb som de använder för att knäcka kärnor eller frukter. De är härdiga arter, och de två nordligt häckande arterna brukar bara flytta ifrån de allra kallaste delarna av sina häckningsområde.
Aftonstenknäck förekommer i Nordamerika, svarthuvad stenknäck förekommer i Centralamerika medan stenknäck förekommer i Palearktis.

## Arter
- Svarthuvad stenknäck (Coccothraustes abeillei
- Aftonstenknäck (Coccothraustes vespertina)
- Stenknäck (Coccothraustes coccothraustes)